# Lötschental
Lötschental är en dal i Schweiz.   Den ligger i kantonen Valais, i den centrala delen av landet, 70 km söder om huvudstaden Bern.
Trakten runt Lötschental består i huvudsak av gräsmarker. Runt Lötschental är det ganska tätbefolkat, med 56 invånare per kvadratkilometer.